# Herrarnas 10 000 meter i hastighetsåkning på skridskor vid olympiska vinterspelen 1976
Herrarnas 10 000 meter i skridskor vid de olympiska vinterspelen 1976 avgjordes den 14 februari 1976, på Olympia Eisstadion. Loppet vanns av Piet Kleine från Nederländerna
20 deltagare från 14 nationer deltog i tävlingen.

## Rekord
Gällande världsrekord och olympiska rekord före Vinter-OS 1976:
| Världsrekord     | Sten Stensen (NOR) | 14:50,31 | Oslo, Norge    | 25 januari 1976 |
| Olympiskt rekord | Ard Schenk (NED)   | 15:01,35 | Sapporo, Japan | 7 februari 1972 |

Följande nya världsrekord och olympiska rekord sattes under tävlingen:
| Datum       | Idrottare    | Nation        | Tid      | OR | VR |
| ----------- | ------------ | ------------- | -------- | -- | -- |
| 14 februari | Sten Stensen | Norge         | 14:53,30 | OR |    |
| 14 februari | Piet Kleine  | Nederländerna | 14:50,59 | OR |    |

## Medaljörer
| Gren         | Guld                      | Guld          | Silver             | Silver   | Brons                         | Brons    |
| 10 000 meter | Piet Kleine Nederländerna | 14.50,59 (OR) | Sten Stensen Norge | 14.53,30 | Hans van Helden Nederländerna | 15.02,02 |

## Resultat
| Placering | Idrottare          | Nation         | Tid        | Tid bakom | Noteringar |
| --------- | ------------------ | -------------- | ---------- | --------- | ---------- |
| 1         | Piet Kleine        | Nederländerna  | 14:50,59   | –         | (OR)       |
| 2         | Sten Stensen       | Norge          | 14:53,30   | +2,72     |            |
| 3         | Hans van Helden    | Nederländerna  | 15:02,02   | +11,43    |            |
| 4         | Viktor Varlamov    | Sovjetunionen  | 15:06,06   | +15,47    |            |
| 5         | Örjan Sandler      | Sverige        | 15:16,21   | +25,47    |            |
| 6         | Colin Coates       | Australien     | 15:16,80   | +26,21    |            |
| 7         | Dan Carroll        | USA            | 15:19,29   | +28,71    |            |
| 8         | Franz Krienbühl    | Schweiz        | 15:36,43   | +45,84    |            |
| 9         | Olavi Köppä        | Finland        | 15:39,73   | +49,14    |            |
| 10        | Amund Sjøbrend     | Norge          | 15:43,29   | +52,70    |            |
| 11        | Sergej Martjuk     | Sovjetunionen  | 15:43,81   | +53,22    |            |
| 12        | Mike Woods         | USA            | 15:53,42   | +1.02,83  |            |
| 13        | Lennart Carlsson   | Sverige        | 15:53,89   | +1.03,30  |            |
| 14        | Jan Egil Storholt  | Norge          | 16:06,37   | +1.15,78  |            |
| 15        | Vladimir Ivanov    | Sovjetunionen  | 16:16,20   | +1.25,61  |            |
| 16        | Masahiko Yamamoto  | Japan          | 16:20,83   | +1.30,24  |            |
| 17        | Maurizio Marchetto | Italien        | 16:22,55   | +1.31,96  |            |
| 18        | Geoff Sandys       | Storbritannien | 16:26,27   | +1.35,68  |            |
| 19        | Charles Gilmore    | USA            | 16:26,35   | +1.35,78  |            |
| 20        | Hubert Gundolf     | Österrike      | 17:52,43 f | +3.01,64  |            |